# Huacas de Hojancha
Huacas es un distrito del cantón de Hojancha, en la provincia de Guanacaste, de Costa Rica.

## Historia
Huacas fue creado el 23 de julio de 1999 por medio de Decreto Ejecutivo 28027-G. Segregado de Hojancha.

## Geografía
Huacas cuenta con un área de 31,74 km² y una altitud media de 224 m s. n. m.

## Demografía
Para el año 2022, Huacas cuenta con una población estimada de 726 habitantes, y para el último censo efectuado, en 2011, Huacas contaba con una población de 707 habitantes.

## Localidades
- Poblados: Avellana, Pita Rayada, Río Blanco Oeste, Tres Quebradas.